# Kristiansund FK
Kristiansund FK (KFK) ist ein 1912 gegründeter Fußballverein aus Kristiansund in Norwegen. Der Verein ging 2003 in einer Vereinigung mit Clausenengen FK zum Kristiansund BK auf.

## Geschichte
Von 1915 bis 1937 spielte der Verein in der Kretsserie, einem Vorgänger des nationalen Ligawettbewerbs. Im Jahr 1931 erreichte der Verein die 4. Runde im norwegischen Fußballpokal. Der Star der Mannschaft war zu dieser Zeit Magnar Isaksen, der 1933 zu Lyn Oslo wechselte. In den 1930er Jahren galt KFK als beste Mannschaft des Landes und erreichte 1938 nach dem Sieg in der Kretsserie das Halbfinale der norwegischen Liga. Das Team erreichte 1937 bis 1939 in allen drei Jahren die 4. Runde im Pokal.
Bei Gründung der Norgesserie als höchster Spielklasse Norwegens 1937 gehörte die Fußballmannschaft dem 7. Distrikt an und schaffte es bis ins Halbfinale und ein Jahr später bis ins Viertelfinale.
Nach der Pause aufgrund des Zweiten Weltkriegs erreichte das Team wieder die 4. Runde im Pokal, wo das Team gegen den späteren Sieger ausschied. 1948 gewann der Verein wieder seinen Distrikt, schied aber im Viertelfinale gegen den SK Freidig aus. In der folgenden Spielzeit verpasste der Verein die Qualifikation für die Hovedserie und startete in der zweithöchsten Liga.
1950 wurde das neue Heimstadion des Vereins, die Gressbanen eingeweiht, und im selben Jahr gelang der Aufstieg in die höchste Klasse. Das darauffolgende Jahr endete mit dem direkten Abstieg, nachdem man den letzten Platz belegte.
KFK startete 1963 in der dritthöchsten Liga. Gleichzeitig war dies eine Zeit, in der der Stadtrivale Clausenengen FK erfolgreich war. 1979 gelang schließlich der Aufstieg in die zweithöchste Liga, wo man einen fünften Platz erreichte. Doch nach zwei Spielzeiten stieg das Team als Tabellenletzter wieder ab. Dort verblieb man bis zum Wiederaufstieg im Jahr 1989, die nach der Saison 1990 zur 1. divisjon wurde. Im Jahr 1991 stieg KFK aufgrund der Tordifferenz aus der höchsten Liga ab und spielte zum letzten Mal in der zweithöchsten Liga Norwegens. Im folgenden Jahr stiegen sie in die dritthöchste Liga ab.
Zwischen 1992 und 2003 spielte der Verein abwechselnd in der dritten und vierten Liga. Im Jahr 2003 wurde entschieden, die beiden Vereine Kristiansund FK und Clausenengen FK zusammenzulegen, um in einer höheren Liga bestehen zu können. Daraus entstand der Kristiansund BK, der in der vierten Liga startete und mittlerweile in der Eliteserie spielt. Trotz der Fusion blieb Kristiansund FK bei seiner ersten Mannschaft und musste vor der Saison 2004 in die 4. divisjon absteigen.

## Erfolge
- 1. divisjon Distrikt VII
  - 1. Platz: 1949/50